# Sukorady (zámek)
Zámek v Sukoradech, které jsou částí obce Snědovice  v okrese Litoměřice v Ústeckém kraji, je barokní stavba z přelomu 17. a 18. století. Zámek je chráněn jako kulturní památka.

## Historie

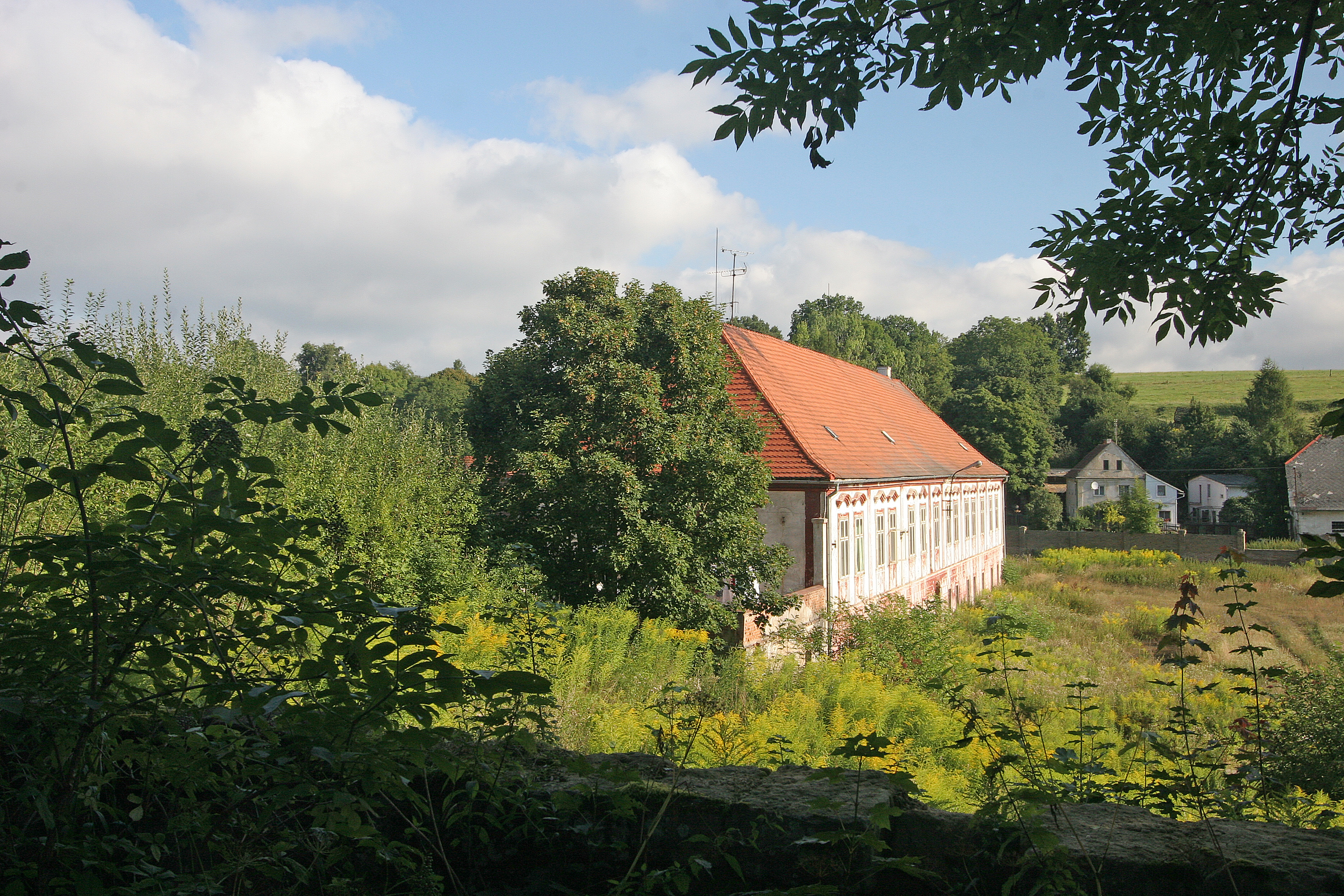
Pohled od jihu

Výstavba zámku byla zahájena na přelomu 17. a 18. století nedaleko místa, kde dříve stávala sukoradská tvrz. Budovala jej Františka Eusebie ze Scheidleru, provdaná za Hartmanna z Klarsteinu.Započaté dílo pak dovedla do konce její švagrová Rosálie. Původní renesanční tvrz, která zanikla za třicetileté války, zde nechal vybudovat na přelomu 16. a 17. století buď Adam Vlk z Kvítkova nebo Jindřich Abraham ze Salhausenu.
Jako sídlo na dobu své penze si jej vybral právník a profesor Karlovy univerzity, rytíř Václav Gustav Kopetz (1781–1857).
Po roce 1945 byl zámek zkonfiskován. Začalo ho užívat zemědělské družstvo, které v přízemí zřídilo ubytovnu pro česáče chmele.

## Popis a stav objektu
Zámek obklopuje řada hospodářských budov. Památková ochrana se vztahuje na celý areál, který kromě samotného zámku zahrnuje sýpku, dvě stodoly, chlévy, sklepy, bránu, bazén, správní budovu a zámecký park.
Uvnitř panského dvora se nachází okrouhlý kamenný bazén, využívaný dříve k plavení koní. Samotný zámek je v dobrém stavebně-technickém stavu, má novou střechu, ostatní budovy mají střechy opravené. Dosavadní majitel také nechal dvůr i zámek odvodnit.